# Урматов, Кара Тодошевич
Кара Тодошевич Урматов (20 марта 1930 года, село Кырлык — 2 октября 1996 года) — чабан совхоза «Кырлыкский» Усть-Канского района Горно-Алтайской автономной области. Герой Социалистического Труда (1990).

## Биография
С 1946 года трудился кузнецом, бригадиром коневодческой фермы в колхозе имени XVIII партсъезда Усть-Канского района. С 1958 года — чабан совхоза «Кырлыкский» Усть-Канского района. Ежегодно показывал выдающиеся трудовые результаты, выращивая в среднем по 115 ягнят от 100 овцематок. Настриг шерсти составлял около 2,7 — 28, килограмм с каждой овцы. За годы Девятой и Десятой пятилеток вырастил 7892 ягнёнка и настриг 18557 килограмм шерсти. За двадцать лет трудовой деятельности Кара Урматов вырастил около 15 тысяч ягнят, сдал государству около 37 тысяч центнеров шерсти.
Участвовал во Всесоюзной выставке ВДНХ, где получил серебряную медаль.
Указом № 613 Президента СССР Михаила Сергеевич Горбачёва «О присвоении звания Героя Социалистического Труда т. т. Кутькову П. С. и Урматову К. Т.» от 23 августа 1990 года «за достижение выдающихся результатов в увеличении производства и продажи государству продукции животноводства на основе применения прогрессивных технологий и передовых методов организации труда» удостоен звания Героя Социалистического Труда с вручением ордена Ленина и золотой медали «Серп и Молот».
Избирался делегатом XXVIII съезда КПСС, членом обкома Горно-Алтайской автономной области и членом Усть-Канского райкома КПСС.
Скончался в 1996 году.